# Moulin du Marteau
De Moulin du Marteau (ook: Moulin Neufmarteau, Moulin Martay of Moulin Valentin), is een watermolen op de Ruisseau des Awirs, nabij Awirs in de Belgische gemeente Flémalle, aan de Rue des Awirs 55.

## Geschiedenis
Reeds in 1526 werd melding gemaakt van een watermolen op deze plaats, die aanvankelijk als korenmolen en slijpmolen werd benut. In 1575 installeerde men een smeedhamer en kreeg de molen de naam Moulin du Marteau (letterlijk: hamermolen). In 1658 werd de molen ook vermeld als papiermolen en houtzaagmolen. In 1658 werd melding gemaakt van een plaatwerkerij en een kanonnenboorderij. De molen werd dus voor industriële activiteiten ingezet.
Deze bovenslagmolen werd in 1839 voorzien van twee waterraderen van elk 4 meter doorsnede. In 1903 werden deze raderen vervangen door één enkel rad met een doorsnede van 4,2 meter.
In 1921 werd de molen weer omgebouwd tot korenmolen en bleef als zodanig in werking tot 1948. De steenkoppels waren afkomstig van de Moulin Blanckart te Hozémont.
De molen heeft nog steeds zijn inrichting bewaard, maar het rad is overwoekerd door struikgewas.